# Witch Hunter Robin
Witch Hunter Robin (ウィッチハンターロビン?, Witchi Hantā Robin) è una serie animata giapponese prodotta da Sunrise e creata da Shukō Murase.

## Trama
Da secoli ormai le streghe sembrano non esistere più, ma loro esistono ancora e l'associazione segreta Solomon, ha il compito di cercare streghe e stregoni che usano i loro poteri per far del male agli esseri umani. Robin Sena è una ragazza, sedicenne, con poteri paranormali in grado di richiamare le fiamme, ha vissuto a Roma fino a poco tempo prima, si è appena trasferita in Giappone presso la STNJ, una filiale della Salomon. Per catturare le streghe e privarle dei poteri l'STNJ usa una sostanza chiamata Urubu. Nel corso degli avvenimenti il passato misterioso di Robin inizia a svelarsi e sembra che sia l'erede di una dinastia di streghe di Salem. Robin in breve tempo passa da cacciatrice a preda, e fugge dall'STNJ che vuole ucciderla.